# قرى ولاية بدية
هذه أشهر قرى ولاية بدية

## المنترب
سبب التسمية: الموقع محاط بالرمل وعندما تهب الرياح تنقل معها التراب فتغطي (تترب) النباتات والأرض الصلبة فسمي المكان بهذا الاسم.

## الواصل
سبب التسمية: مواصلة مجرى الفلج الموجود حيث أوصل من مكان إلى آخر حتى وصلت المياه إلى كل مزارع النخيل.

## الغبي
سبب التسمية: توفر المياه في هذا الفلج من قوتها واندفاعها شبيها بالغبة في البحر ويحتمل أيضا بعد المكان حيث يقال مكان غب أي بعيد.

## الحوية
سبب التسمية: لأن المكان يقع وسط كثبان رملية ومحتواه من كل ناحية.

## الجاحس
سبب التسمية: لأن موضع القرية داخل بين القرى الأخرى وسمي الفلج باسم جاحس أي الذي يزاحم الأفلاج الأخرى.

## الظاهر
سبب التسمية: لأن الفلج بها لم يأخذ وقتا طويلا في ظهوره.

## الراكة
سبب التسمية: نسبها لشجر الأراك الذي يكثر على رأس أم الفلج التابع لهذه القرية.

## الشارق
سبب التسمية: جاءت التسمية من الظهور لأن المكان مرتفع وظاهر فتشرق فيه الشمس في البداية.

## شاحك
سبب التسمية: لأن موضع القرية داخلا وسط قريتين، والشاحك باللغة العامية تعني داخل.